# Stor-Kältjärnen, Ångermanland
Stor-Kältjärnen är en sjö i Örnsköldsviks kommun i Ångermanland och ingår i Moälvens huvudavrinningsområde.